# Холдица (Сучава)
Холдица (рум. Holdița) насеље је у Румунији у округу Сучава у општини Броштени. Oпштина се налази на надморској висини од 641 m.

## Становништво
Према подацима из 2002. године у насељу је живело 529 становника, од којих су сви румунске националности.